# مجتبی شجاعی
سید مجتبی شجاعی (زاده ۱ تیر ۱۳۶۷ - زنجان) قایقران روئینگ اهل ایران است.

## بازی‌های آسیایی
او در بازی‌های آسیایی ۲۰۱۴، اینچئون به همراه امیر رهنما موفق به کسب نشان برنز ماده دو نفره مردان شد.